# Ptychadena porosissima
Ptychadena porosissima är en groddjursart som först beskrevs av Franz Steindachner 1867.  Ptychadena porosissima ingår i släktet Ptychadena och familjen Ptychadenidae. IUCN kategoriserar arten globalt som livskraftig. Inga underarter finns listade i Catalogue of Life.